# Осипов, Денис Андреевич
Дени́с Андре́евич О́сипов (кит. 丹尼斯·奥西波夫; род. 9 мая 1987, Москва) — российский и китайский хоккеист, защитник.

## Биография
Воспитанник московского клуба «Крылья Советов». Начал профессиональную карьеру в 2004 году в составе клуба Высшей лиги «Крылья Советов», выступая до этого за его фарм-клуб. В сезоне 2005/06 Денис внёс свой вклад в выход команды в Суперлигу, однако уже на следующий год «Крыльям» пришлось вернуться в Высшую лигу. Всего в составе московского клуба Осипов выступал на протяжении четырёх сезонов, набрав за это время 15 (3+12) очков в 122 проведённых матчах.
11 июля 2008 года Денис подписал двухлетний контракт с подмосковным ХК МВД, однако, проведя в его составе лишь один матч, он был отправлен в дубль, после чего покинул клуб и перешёл в электростальский «Кристалл». Перед началом сезона 2009/10 Осипов заключил соглашение с ещё одним подмосковным клубом — «Рысь», однако уже в самом конце года он принял решение вернуться в родные «Крылья». Дебютный сезон ВХЛ Денис провёл в ХК «Саров», в 49 матчах набрав 19 (8+11) очков.
19 августа 2011 года Осипов подписал контракт с екатеринбургским «Автомобилистом», в составе которого в сезоне 2011/12 он принял участие в 52 матчах, записав на свой счёт 11 (7+4) результативных баллов. Тем не менее, после окончания сезона Денис покинул Екатеринбург и заключил двухлетнее соглашение с ханты-мансийской «Югрой».
17 июня 2013 года был выбран хоккейным клубом «Адмирал» на драфте расширения.  9 ноября подписал контракт с ХК "Металлург" Магнитогорск. Соглашение рассчитано до конца сезона 2015-2016.
12 мая 2016 года подписал контракт с ярославским «Локомотивом» сроком на два сезона.

### В сборной
В составе сборной России Денис Осипов принимал участие в юниорском чемпионате мира 2005 года, на котором он вместе с командой занял лишь 5 место, не набрав ни одного очка в 6 проведённых матчах.
Был включён в состав сборной Китая для участия в Олимпийских играх 2022 года.

## Достижения
В составе магнитогорского «Металлурга» обладатель золота Чемпионата России 2016, и обладатель Кубка Гагарина-2016
Женат на Ирине Липавской.
Есть дочь Варвара и пасынок Артем.

## Статистика выступлений
Последнее обновление: 15 марта 2014 года
|                 |                  |                 | Регулярный сезон | Регулярный сезон | Регулярный сезон | Регулярный сезон | Регулярный сезон | Регулярный сезон | Плей-офф | Плей-офф | Плей-офф | Плей-офф | Плей-офф | Плей-офф |
| Сезон           | Команда          | Лига            | Игр              | Г                | П                | Очк              | +/-              | Штр              | Игр      | Г        | П        | Очк      | +/-      | Штр      |
| --------------- | ---------------- | --------------- | ---------------- | ---------------- | ---------------- | ---------------- | ---------------- | ---------------- | -------- | -------- | -------- | -------- | -------- | -------- |
| 2003/04         | Крылья Советов-2 | Первая лига     | 14               | 0                | 3                | 3                | --               | 8                | —        | —        | —        | —        | —        | —        |
| 2004/05         | Крылья Советов-2 | Первая лига     | 33               | 3                | 4                | 7                | --               | 40               | —        | —        | —        | —        | —        | —        |
| 2004/05         | Крылья Советов   | Высшая лига     | 14               | 0                | 0                | 0                | -1               | 16               | —        | —        | —        | —        | —        | —        |
| 2005/06         | Крылья Советов-2 | Первая лига     | 26               | 0                | 3                | 3                | --               | 59               | —        | —        | —        | —        | —        | —        |
| 2005/06         | Крылья Советов   | Высшая лига     | 24               | 0                | 2                | 2                | +5               | 24               | 14       | 0        | 0        | 0        | -2       | 16       |
| 2006/07         | Крылья Советов-2 | Первая лига     | 5                | 2                | 3                | 5                | --               | 6                | —        | —        | —        | —        | —        | —        |
| 2006/07         | Крылья Советов   | Суперлига       | 39               | 1                | 3                | 4                | -11              | 30               | —        | —        | —        | —        | —        | —        |
| 2007/08         | Крылья Советов   | Высшая лига     | 28               | 1                | 7                | 8                | +2               | 40               | 3        | 1        | 0        | 1        | -2       | 10       |
| 2008/09         | ХК МВД-2         | Первая лига     | 16               | 5                | 8                | 13               | --               | 44               | —        | —        | —        | —        | —        | —        |
| 2008/09         | ХК МВД           | КХЛ             | 1                | 0                | 0                | 0                | --               | 0                | —        | —        | —        | —        | —        | —        |
| 2008/09         | Кристалл Эл      | Высшая лига     | 48               | 6                | 16               | 22               | -19              | 93               | —        | —        | —        | —        | —        | —        |
| 2009/10         | Рысь             | Высшая лига     | 32               | 3                | 9                | 12               | -2               | 36               | —        | —        | —        | —        | —        | —        |
| 2009/10         | Крылья Советов   | Высшая лига     | 5                | 3                | 3                | 6                | --               | 6                | 5        | 0        | 1        | 1        | --       | 2        |
| 2010/11         | ХК Саров         | ВХЛ             | 45               | 8                | 11               | 19               | +2               | 32               | 4        | 0        | 0        | 0        | -3       | 4        |
| 2011/12         | Автомобилист     | КХЛ             | 52               | 7                | 4                | 11               | -14              | 32               | —        | —        | —        | —        | —        | —        |
| 2012/13         | Югра             | КХЛ             | 17               | 0                | 1                | 1                | +3               | 14               | —        | —        | —        | —        | —        | —        |
| 2013/14         | Адмирал          | КХЛ             | 54               | 2                | 6                | 8                | 17               | 30               | 1        | 0        | 0        | 0        | -1       | 2        |
| 2014/15         | Адмирал          | КХЛ             | 51               | 0                | 11               | 11               | -1               | 34               | -        | -        | -        | -        | -        | -        |
| 2015/16         | Металлург Мг     | КХЛ             | 27               | 2                | 3                | 5                | +9               | 8                | 12       | 1        | 1        | 2        | 2        | 2        |
| Всего в КХЛ     | Всего в КХЛ      | Всего в КХЛ     | 175              | 9                | 24               | 33               | 5                | 110              | 1        | 0        | 0        | 0        | -1       | 2        |
| Всего в карьере | Всего в карьере  | Всего в карьере | 387              | 39               | 76               | 115              | -38              | 466              | 26       | 1        | 1        | 2        | -7       | 32       |

### Международная
| Турнир   | Место | Игр | Г | П | Очк | +/- | Штр |
| -------- | ----- | --- | - | - | --- | --- | --- |
| ЮЧМ-2005 | 5     | 6   | 0 | 0 | 0   | -1  | 4   |